# Liste des fontaines Wallace de Paris
Cette liste recense les fontaines Wallace de Paris : les fontaines Wallace sont des points d'eau potable publics dessinés par Charles-Auguste Lebourg et financés par le philanthrope Richard Wallace à la fin du XIXe siècle. Bien qu'implantées dans de nombreuses villes, c'est dans la capitale française qu'elles sont en plus grand nombre.

## Statistiques
En 2024, Paris compte 151 fontaines Wallace, de tous les types, :
- 107[3] fontaines de grand modèle à cariatides (2,71 m de hauteur, le modèle le plus courant) ;
- 40 fontaines de petit modèle, borne de jardin (1,32 m de hauteur) ;
- 2 fontaines à colonnettes, modèle similaire au grand modèle, mais avec des colonnettes à la place des cariatides (place Tristan-Bernard, et place de Barcelone, 16e arrondissement ;
- 1 fontaine en applique (au début de la rue Geoffroy-Saint-Hilaire, à droite de l'entrée du Jardin des Plantes, 5e arrondissement)[4].

La quasi-totalité des fontaines sont en fonte peinte en vert. Il existe toutefois des exceptions :
- dans le 13e arrondissement, quatre fontaines sont peintes en couleurs vives :
  - depuis 2011 :
    - esplanade Pierre-Vidal-Naquet, peinte en jaune,
    - avenue d'Ivry, peinte en rouge,
    - rue Jean-Anouilh, peinte en rose,

  - depuis 2014 : 
    - place Pierre-Riboulet, peinte en bleu,
- dans le 20e arrondissement, trois fontaines sont peintes en couleurs vives :
  - Jaune or, place Joseph-Epstein (20e)
  - Bleue, rue Piat face au square / angle rue des Envierges (20e)
  - Rouge, rue Belgrand, jouxtant la mairie du 20e
- l'entrée du parc des expositions de la porte de Versailles a comporté provisoirement une fontaine Wallace peinte en rouge qui, depuis, a été démontée.

- Une fontaine Wallace blanche purement ornementale se situe au 152, avenue Paul-Vaillant-Couturier, à côté de la Cité universitaire, où se trouve l’agence d’installation des fontaines d’Eau de Paris, et où sont réparées les fontaines à boire parisiennes.

## Liste

### Fontaines en place
| Arrdt. | Localisation | Modèle      | Coordonnées                                         | Date | Illus.                                                               |
| ------ | --- | ----------- | --------------------------------------------------- | ---- | -------------------------------------------------------------------- |
| 1      | Jardin du Palais-Royal                                                                                            | Petit       | 48° 51′ 53″ N, 2° 20′ 16″ E                         |      |                                                                      |
| 1      | Square du Vert-Galant                                                                                             | Petit       | 48° 51′ 27″ N, 2° 20′ 26″ E                         |      | Fontaine Wallace, Square du Vert Galant, Paris                       |
| 2      | 6 rue Saint-Spire, rue d'Alexandrie                                                                               | Grand       | 48° 52′ 06″ N, 2° 21′ 01″ E                         |      |                                                                      |
| 3      | Place Nathalie-Lemel, en face du 6 rue de la Corderie                                                             | Grand       | 48° 51′ 53″ N, 2° 21′ 48″ E                         |      |                                                                      |
| 3      | 2 passage du Pont-aux-Biches, rue Notre-Dame-de-Nazareth                                                          | Grand       | 48° 52′ 03″ N, 2° 21′ 31″ E                         |      |                                                                      |
| 3      | 9 place de la République                                                                                          | Petit       | supprimée à la suite de la rénovation de la place ? |      |                                                                      |
| 3      | 113 boulevard de Sébastopol, Square Émile-Chautemps                                                               | Grand       | 48° 52′ 02″ N, 2° 21′ 11″ E                         |      |                                                                      |
| 3      | Square Saint-Gilles-Grand-Veneur – Pauline-Roland                                                                 | Petit       | 48° 51′ 34″ N, 2° 21′ 55″ E                         |      |                                                                      |
| 4      | Allée des Justes-parmi-les-Nations                                                                                | Grand       | 48° 51′ 19″ N, 2° 21′ 21″ E                         |      |                                                                      |
| 4      | Square Albert-Schweitzer                                                                                          | Petit       | 48° 51′ 13″ N, 2° 21′ 28″ E                         |      |                                                                      |
| 4      | Place Louis-Lépine (Marché aux fleurs, côté Seine et tribunal de commerce)                                        | Grand       | 48° 51′ 20″ N, 2° 20′ 51″ E                         |      |                                                                      |
| 4      | Place Louis-Lépine (Marché aux fleurs, côté Seine et Hôtel-Dieu)                                                  | Grand       | 48° 51′ 19″ N, 2° 20′ 52″ E                         |      |                                                                      |
| 4      | Place Louis-Lépine (Marché aux fleurs, rue de Lutèce et Hôtel-Dieu)                                               | Petit       | 48° 51′ 19″ N, 2° 20′ 52″ E                         |      |                                                                      |
| 4      | Place Louis-Lépine (Marché aux fleurs, rue de Lutèce et tribunal de commerce)                                     | Petit       | 48° 51′ 19″ N, 2° 20′ 51″ E                         |      |                                                                      |
| 4      | Quai de la Corse, côté Tribunal de commerce                                                                       | Petit       | 48° 51′ 21″ N, 2° 20′ 51″ E                         |      |                                                                      |
| 4      | Quai de la Corse, côté Hôtel-Dieu                                                                                 | Petit       | 48° 51′ 20″ N, 2° 20′ 53″ E                         |      |                                                                      |
| 4      | Quai de la Corse, côté Seine                                                                                      | Petit       | 48° 51′ 21″ N, 2° 20′ 52″ E                         |      |                                                                      |
| 4      | Square Louis-XIII                                                                                                 | Petit       | 48° 51′ 21″ N, 2° 21′ 57″ E                         |      |                                                                      |
| 4      | 7 boulevard du Palais                                                                                             | Grand       | 48° 51′ 17″ N, 2° 20′ 44″ E                         |      |                                                                      |
| 4      | 123 rue Saint-Antoine, 1 rue de Rivoli, rue François-Miron                                                        | Grand       | 48° 51′ 20″ N, 2° 21′ 34″ E                         |      |                                                                      |
| 4      | Musée Carnavalet                                                                                                  | Grand       | 48° 51′ 27″ N, 2° 21′ 44″ E                         | 2022 |                                                                      |
| 4      | 16 Rue du Temple                                                                                                  | Grand       | 48° 51′ 30″ N, 2° 21′ 12″ E                         | 2022 |                                                                      |
| 5      | Place Bernard-Halpern                                                                                             | Grand       | 48° 50′ 25″ N, 2° 21′ 03″ E                         |      |                                                                      |
| 5      | 37 rue de la Bûcherie                                                                                             | Grand       | 48° 51′ 09″ N, 2° 20′ 50″ E                         |      |                                                                      |
| 5      | Place de l'Émir-Abdelkader                                                                                        | Grand       | 48° 50′ 23″ N, 2° 21′ 23″ E                         |      |                                                                      |
| 5      | Entre les nos 38 et 40 de la rue Geoffroy-Saint-Hilaire, angle avec la rue Cuvier                                 | Applique    | 48° 50′ 37″ N, 2° 21′ 18″ E                         |      |                                                                      |
| 5      | 35 Rue Poliveau (face rue de l'Essai)                                                                             | Grand       | 48° 50′ 24″ N, 2° 21′ 29″ E                         |      |                                                                      |
| 5      | Place Emmanuel-Levinas                                                                                            | Grand       | 48° 50′ 40″ N, 2° 20′ 52″ E                         |      |                                                                      |
| 5      | 322 rue Saint Jacques                                                                                             | Grand       | 48° 50′ 25″ N, 2° 20′ 26″ E                         |      | Fontaine Wallace au 322 Rue St Jacques - Paris 5                     |
| 6      | Pont Neuf, Quai des Grands-Augustins                                                                              | Grand       | 48° 51′ 22″ N, 2° 20′ 26″ E                         |      |                                                                      |
| 6      | 9 place Saint-André-des-Arts                                                                                      | Grand       | 48° 51′ 10″ N, 2° 20′ 35″ E                         |      |                                                                      |
| 6      | 2 Place Saint-Germain-des-Prés                                                                                    | Grand       | 48° 51′ 16″ N, 2° 20′ 00″ E                         |      |                                                                      |
| 6      | Place Saint-Sulpice                                                                                               | Grand       | 48° 51′ 02″ N, 2° 19′ 59″ E                         |      |                                                                      |
| 6      | 24 rue Vavin, rue Bréa (place Laurent-Terzieff-et-Pascale-de-Boysson depuis l’inauguration de cette voie en 2015) | Grand       | 48° 50′ 37″ N, 2° 19′ 49″ E                         |      | Fontaine Wallace, 24 rue Vavin, 6° Paris                             |
| 6      | Place du 18-Juin-1940                                                                                             | Grand       | 48° 50′ 39″ N, 2° 19′ 26″ E                         |      |                                                                      |
| 6      | Square Laurent-Prache                                                                                             | Petit       |                                                     |      |                                                                      |
| 7      | Esplanade des Invalides                                                                                           | Petit       | 48° 51′ 31″ N, 2° 18′ 42″ E                         |      |                                                                      |
| 7      | Musée des Égouts                                                                                                  | Grand       | 48° 51′ 46″ N, 2° 18′ 08″ E                         |      |                                                                      |
| 8      | Avenue des Champs-Élysées (au niveau de la place de la Concorde, côté nord)                                       | Grand       | 48° 51′ 59″ N, 2° 19′ 11″ E                         |      |                                                                      |
| 8      | Avenue des Champs-Élysées (au niveau de la place de la Concorde, côté sud)                                        | Grand       | 48° 51′ 57″ N, 2° 19′ 07″ E                         |      |                                                                      |
| 8      | 82 avenue Marceau, rue Vernet                                                                                     | Grand       | 48° 52′ 21″ N, 2° 17′ 47″ E                         |      |                                                                      |
| 8      | Rue de Saint-Pétersbourg, rue de Turin                                                                            | Grand       | 48° 52′ 50″ N, 2° 19′ 29″ E                         |      |                                                                      |
| 9      | 4 place de Budapest                                                                                               | Grand       | 48° 52′ 39″ N, 2° 19′ 38″ E                         |      |                                                                      |
| 9      | Place Gustave-Toudouze                                                                                            | Grand       | 48° 52′ 46″ N, 2° 20′ 14″ E                         |      |                                                                      |
| 9      | 4 Rue Bourdaloue                                                                                                  | Grand       | 48° 52′ 35″ N, 2° 20′ 19″ E                         |      |                                                                      |
| 10     | Place Jacques-Bonsergent                                                                                          | Grand       | 48° 52′ 16″ N, 2° 21′ 39″ E                         |      |                                                                      |
| 10     | Rue Juliette-Dodu                                                                                                 | Grand       | 48° 52′ 33″ N, 2° 22′ 07″ E                         |      |                                                                      |
| 10     | Place Robert-Desnos, rue Boy-Zelenski                                                                             | Grand       | 48° 52′ 39″ N, 2° 22′ 07″ E                         |      |                                                                      |
| 10     | Marché Saint-Quentin                                                                                              | Grand       | 48° 52′ 37″ N, 2° 21′ 18″ E                         |      |                                                                      |
| 11     | Place de la Fontaine-Timbaud, face au 44 rue Jean-Pierre-Timbaud                                                  | Grand       | 48° 51′ 59″ N, 2° 22′ 18″ E                         |      |                                                                      |
| 11     | 1 boulevard Richard-Lenoir, sur le terre-plein central                                                            | Grand       | 48° 51′ 16″ N, 2° 22′ 10″ E                         |      |                                                                      |
| 11     | 74 boulevard Richard-Lenoir                                                                                       | Petit       |                                                     |      |                                                                      |
| 11     | 89-91 boulevard Richard-Lenoir, sur le terre-plein central                                                        | Grand       | 48° 51′ 44″ N, 2° 22′ 20″ E                         |      |                                                                      |
| 11     | Esplanade Roger-Linet, face au 94 rue Jean-Pierre-Timbaud                                                         | Grand       | 48° 52′ 04″ N, 2° 22′ 39″ E                         |      |                                                                      |
| 11     | 143-149 rue de la Roquette, devant l'entrée du square de la Roquette                                              | Grand       | 48° 51′ 33″ N, 2° 23′ 07″ E                         |      |                                                                      |
| 11     | 197 boulevard Voltaire, angle avec la rue Léon-Frot                                                               | Grand       | 48° 51′ 11″ N, 2° 23′ 18″ E                         |      |                                                                      |
| 11     | 1 Boulevard de Belleville                                                                                         | Grand       | 48° 52′ 02″ N, 2° 22′ 59″ E                         |      |                                                                      |
| 12     | Avenue de Saint-Mandé, rue du Rendez-Vous                                                                         | Grand       | 48° 50′ 41″ N, 2° 24′ 18″ E                         |      |                                                                      |
| 12     | 122 rue de Charenton, boulevard Diderot, rue Beccaria                                                             | Grand       | 48° 50′ 47″ N, 2° 22′ 46″ E                         |      |                                                                      |
| 12     | Rue Descos (face mairie du 12e)                                                                                   | Grand       | 48° 50′ 28″ N, 2° 23′ 16″ E                         |      |                                                                      |
| 12     | Place Yvette-Vincent-Alleaume                                                                                     | Grand       | 48° 50′ 24″ N, 2° 24′ 17″ E                         |      |                                                                      |
| 12     | Place Moussa-et-Odette-Abadi                                                                                      | Grand       | 48° 50′ 32″ N, 2° 23′ 10″ E                         |      |                                                                      |
| 12     | Avenue Lamoricière                                                                                                | Grand       | 48° 50′ 46″ N, 2° 24′ 46″ E                         |      |                                                                      |
| 12     | Bois de Vincennes (avenue de Fontenay / avenue de la Belle-Gabrielle)                                             | Petit       | 48° 50′ 32″ N, 2° 27′ 48″ E                         |      |                                                                      |
| 12     | Bois de Vincennes (Route des Pelouses-Marigny / Route de la Dame-Blanche)                                         | Petit       | 48° 50′ 42″ N, 2° 26′ 31″ E                         |      | Petite fontaine Wallace, Pelouse Marigny Bois de Vincennes 12° Paris |
| 12     | Cours de Vincennes (face au boulevard de Picpus)                                                                  | Grand       | 48° 50′ 53″ N, 2° 23′ 57″ E                         |      |                                                                      |
| 12     | Coulée verte René-Dumont (au niveau de la rue Charles-Bossut)                                                     | Petit       | 48° 50′ 37″ N, 2° 23′ 01″ E                         |      |                                                                      |
| 12     | Coulée verte René-Dumont (au niveau du passage Gatbois)                                                           | Petit       | 48° 50′ 43″ N, 2° 22′ 49″ E                         |      |                                                                      |
| 12     | Coulée verte René-Dumont (au niveau de la rue Traversière)                                                        | Petit       | 48° 50′ 54″ N, 2° 22′ 26″ E                         |      |                                                                      |
| 12     | Square Charles-Péguy                                                                                              | Petit       | 48° 50′ 20″ N, 2° 24′ 23″ E                         |      |                                                                      |
| 13     | Place de la Commune-de-Paris                                                                                      | Grand       | 48° 49′ 39″ N, 2° 20′ 55″ E                         |      |                                                                      |
| 13     | Rue de Domrémy, rue de Richemont                                                                                  | Grand       | 48° 49′ 42″ N, 2° 22′ 10″ E                         |      |                                                                      |
| 13     | Place Jean-Delay                                                                                                  | Grand       | 48° 49′ 24″ N, 2° 21′ 15″ E                         | 2011 |                                                                      |
| 13     | Esplanade Pierre-Vidal-Naquet                                                                                     | Grand       | 48° 49′ 47″ N, 2° 22′ 53″ E                         | 2011 |                                                                      |
| 13     | 10 Rue des Frères-d'Astier-de-La-Vigerie                                                                          | Grand       | 48° 49′ 26″ N, 2° 21′ 47″ E                         |      |                                                                      |
| 13     | 66 avenue d'Ivry                                                                                                  | Grand       | 48° 49′ 27″ N, 2° 21′ 50″ E                         |      |                                                                      |
| 13     | Rue Jean-Anouilh                                                                                                  | Grand       | 48° 49′ 54″ N, 2° 22′ 41″ E                         | 2011 |                                                                      |
| 13     | 178 rue Jeanne-d'Arc, rue Duméril                                                                                 | Grand       | 48° 50′ 17″ N, 2° 21′ 26″ E                         |      |                                                                      |
| 13     | Place Louis-Armstrong, face au jardin Federica-Montseny                                                           | Grand       | 48° 50′ 11″ N, 2° 21′ 34″ E                         |      |                                                                      |
| 13     | Place Paul-Verlaine                                                                                               | Petit       | 48° 49′ 41″ N, 2° 21′ 09″ E                         |      |                                                                      |
| 13     | Place Pierre-Riboulet                                                                                             | Grand       | 48° 49′ 19″ N, 2° 20′ 59″ E                         |      |                                                                      |
| 13     | Jardin Cyprian-Norwid                                                                                             | Petit       | 48° 49′ 41″ N, 2° 22′ 39″ E                         |      |                                                                      |
| 14     | Place de l'Abbé-Jean-Lebeuf                                                                                       | Grand       | 48° 50′ 10″ N, 2° 19′ 08″ E                         |      |                                                                      |
| 14     | Maison du Fontainier                                                                                              | Petit       | 48° 50′ 14″ N, 2° 20′ 10″ E                         |      |                                                                      |
| 14     | 39 rue d'Alésia, rue Sarrette, place des Droits-de-l'enfant                                                       | Grand       | 48° 49′ 40″ N, 2° 19′ 56″ E                         |      |                                                                      |
| 14     | Place Gilbert-Perroy                                                                                              | Grand       | 48° 49′ 55″ N, 2° 19′ 32″ E                         |      |                                                                      |
| 14     | Place Denfert-Rochereau au 2 Square Jacques-Antoine                                                               | Grand       | 48° 50′ 14″ N, 2° 20′ 10″ E                         | 2022 |                                                                      |
| 14     | 58 rue Didot, en face du 75, à l'angle de la rue Jacquier                                                         | Petit       | 48° 49′ 47″ N, 2° 19′ 05″ E                         |      |                                                                      |
| 14     | 11 Boulevard Edgar-Quinet                                                                                         | Grand       | 48° 50′ 28″ N, 2° 19′ 30″ E                         |      |                                                                      |
| 14     | Place Jules-Hénaffe                                                                                               | Grand       | 48° 49′ 26″ N, 2° 19′ 53″ E                         |      |                                                                      |
| 14     | 63 avenue René-Coty                                                                                               | Grand       | 48° 49′ 28″ N, 2° 20′ 10″ E                         |      |                                                                      |
| 14     | 115 rue de la Tombe-Issoire, entrée du réservoir de Montsouris                                                    | Grand       | 48° 49′ 27″ N, 2° 19′ 53″ E                         |      |                                                                      |
| 14     | 152, avenue Paul-Vaillant-Couturier (agence d’installation des fontaines d’Eau de Paris)                          | Grand       | 48° 49′ 01″ N, 2° 19′ 59″ E                         |      |                                                                      |
| 15     | 31 rue Alain-Chartier, cf. place Geneviève-de-Gaulle-Anthonioz créée en 2012                                      | Petit       | 48° 50′ 15″ N, 2° 17′ 47″ E                         |      |                                                                      |
| 15     | 35 rue Alain-Chartier                                                                                             | Grand       | 48° 50′ 15″ N, 2° 17′ 47″ E                         |      |                                                                      |
| 15     | Place Cambronne                                                                                                   | Petit       |                                                     |      |                                                                      |
| 15     | Square Castagnary                                                                                                 | Petit       |                                                     |      |                                                                      |
| 15     | Place Charles-Vallin                                                                                              | Grand       | 48° 50′ 08″ N, 2° 18′ 09″ E                         |      |                                                                      |
| 15     | 19 place du Commerce                                                                                              | Petit       | 48° 50′ 42″ N, 2° 17′ 36″ E                         |      |                                                                      |
| 15     | Parc des expositions (boulevard Lefebvre) devant le pavillon 5                                                    | Grand       | démontée en 2013                                    |      |                                                                      |
| 15     | 14 Rue des Frères-Morane                                                                                          | Grand       | 48° 50′ 30″ N, 2° 17′ 29″ E                         |      |                                                                      |
| 15     | 4 Place du Général-Beuret                                                                                         | Grand       | 48° 50′ 31″ N, 2° 18′ 11″ E                         |      |                                                                      |
| 15     | Place Henri-Rollet                                                                                                | Grand       | 48° 50′ 09″ N, 2° 17′ 36″ E                         |      |                                                                      |
| 15     | 10 Hôpital Vaugirard (rue Vaugelas, dans les jardins)                                                             | Grand       | 48° 50′ 03″ N, 2° 17′ 39″ E                         |      |                                                                      |
| 15     | Place Jacques-et-Thérèse-Tréfouël, face au 35, boulevard Pasteur                                                  | Petit       | 48° 50′ 34″ N, 2° 18′ 46″ E                         |      |                                                                      |
| 15     | Rue des Morillons, rue Brancion, entrée nord-est du parc Georges-Brassens                                         | Grand       | 48° 49′ 56″ N, 2° 18′ 10″ E                         |      |                                                                      |
| 15     | Square Pau-Casals                                                                                                 | Petit       | 48° 50′ 55″ N, 2° 17′ 08″ E                         |      |                                                                      |
| 15     | 2 boulevard Pasteur, sous le viaduc de la ligne 6                                                                 | Grand       | 48° 50′ 42″ N, 2° 18′ 39″ E                         |      |                                                                      |
| 15     | 28 rue Péclet (face mairie du 15e)                                                                                | Grand       | 48° 50′ 28″ N, 2° 17′ 59″ E                         |      |                                                                      |
| 15     | 59 Place Saint-Charles                                                                                            | Petit       | 48° 50′ 56″ N, 2° 17′ 15″ E                         |      |                                                                      |
| 15     | Square de la Porte-de-la-Plaine                                                                                   | Petit       | 48° 49′ 43″ N, 2° 17′ 37″ E                         |      |                                                                      |
| 16     | Place de Barcelone                                                                                                | Colonnettes | 48° 50′ 51″ N, 2° 16′ 24″ E                         |      |                                                                      |
| 16     | 10 boulevard Delessert                                                                                            | Grand       | 48° 51′ 31″ N, 2° 17′ 06″ E                         |      |                                                                      |
| 16     | Place Jean-Lorrain                                                                                                | Grand       | 48° 50′ 53″ N, 2° 15′ 53″ E                         |      |                                                                      |
| 16     | Square Lamartine                                                                                                  | Petit       | 48° 51′ 52″ N, 2° 16′ 30″ E                         |      |                                                                      |
| 16     | Place de Passy | Grand       | 48° 51′ 28″ N, 2° 16′ 39″ E                         |      |                                                                      |
| 16     | Place du Père-Marcellin-Champagnat                                                                                | Grand       | 48° 51′ 22″ N, 2° 16′ 49″ E                         |      |                                                                      |
| 16     | 194 avenue de Versailles                                                                                          | Grand       | 48° 50′ 21″ N, 2° 15′ 40″ E                         |      |                                                                      |
| 16     | Parc de Bagatelle                                                                                                 | Petit       | 48° 52′ 25″ N, 2° 15′ 01″ E                         |      |                                                                      |
| 16     | Jardin des serres d'Auteuil                                                                                       | Petit       | 48° 50′ 50″ N, 2° 15′ 11″ E                         |      |                                                                      |
| 17     | Place Aimé-Maillart                                                                                               | Grand       | 48° 52′ 54″ N, 2° 17′ 44″ E                         |      | Fontaine Wallace, Place Aimé-Maillart, 17° Paris                     |
| 17     | 75 place du Docteur-Félix-Lobligeois                                                                              | Grand       | 48° 53′ 12″ N, 2° 19′ 03″ E                         |      |                                                                      |
| 17     | 3 place de Lévis                                                                                                  | Grand       | 48° 53′ 00″ N, 2° 18′ 48″ E                         |      |                                                                      |
| 17     | 13 avenue Niel, rue Bayen                                                                                         | Grand       | 48° 52′ 47″ N, 2° 17′ 41″ E                         |      | Fontaine Wallace 13, Av Niel, Paris 17°                              |
| 17     | Place Richard-Baret                                                                                               | Grand       | 48° 53′ 04″ N, 2° 19′ 17″ E                         |      |                                                                      |
| 17     | Place Tristan-Bernard                                                                                             | Colonnettes | 48° 52′ 46″ N, 2° 17′ 28″ E                         |      |                                                                      |
| 17     | 112 avenue de Villiers, place du Maréchal-Juin                                                                    | Grand       | 48° 53′ 05″ N, 2° 17′ 53″ E                         |      |                                                                      |
| 17     | 12 boulevard des Batignolles                                                                                      | Grand       | 48° 53′ 00″ N, 2° 19′ 34″ E                         |      |                                                                      |
| 18     | Place des Abbesses                                                                                                | Grand       | 48° 53′ 04″ N, 2° 20′ 17″ E                         |      |                                                                      |
| 18     | Place du Château-Rouge                                                                                            | Grand       | 48° 53′ 14″ N, 2° 20′ 58″ E                         |      |                                                                      |
| 18     | Place Émile-Goudeau                                                                                               | Grand       | 48° 53′ 10″ N, 2° 20′ 17″ E                         |      |                                                                      |
| 18     | Rue de la Goutte-d'Or, rue de Chartres                                                                            | Grand       | 48° 53′ 06″ N, 2° 21′ 09″ E                         |      |                                                                      |
| 18     | 42 boulevard Marguerite-de-Rochechouart, sur le terre-plein central                                               | Grand       | 48° 53′ 00″ N, 2° 20′ 47″ E                         |      |                                                                      |
| 18     | Rue Saint-Éleuthère, rue Azaïs                                                                                    | Grand       | 48° 53′ 09″ N, 2° 20′ 29″ E                         |      |                                                                      |
| 18     | Square Suzanne-Buisson                                                                                            | Petit       | 48° 53′ 17″ N, 2° 20′ 15″ E                         |      |                                                                      |
| 18     | Place Michel-Petrucciani                                                                                          | Grand       | 48° 53′ 40″ N, 2° 20′ 40″ E                         |      |                                                                      |
| 18     | 2 Rue Henri-Brisson                                                                                               | Grand       | 48° 53′ 53″ N, 2° 20′ 07″ E                         |      |                                                                      |
| 18     | 63 rue de la Chapelle                                                                                             | Grand       | 48° 53′ 44″ N, 2° 21′ 36″ E                         |      | Fontaine Wallace du 63 rue de la chapelle Paris 18e                  |
| 19     | 3 rue Lally-Tollendal, rue de Meaux, rue Armand-Carrel                                                            | Grand       | 48° 52′ 58″ N, 2° 22′ 29″ E                         |      |                                                                      |
| 19     | 1 rue Manin, 51 Avenue Simon-Bolivar                                                                              | Grand       | 48° 52′ 35″ N, 2° 22′ 46″ E                         |      |                                                                      |
| 19     | 106 rue de Meaux                                                                                                  | Grand       | 48° 53′ 07″ N, 2° 22′ 51″ E                         |      |                                                                      |
| 19     | 125 rue de Meaux                                                                                                  | Grand       | 48° 53′ 05″ N, 2° 22′ 46″ E                         |      |                                                                      |
| 19     | Parc des Buttes-Chaumont (avenue Jacques-de-Linières)                                                             | Petit       | 48° 52′ 37″ N, 2° 22′ 50″ E                         |      |                                                                      |
| 19     | 53 quai de la Seine                                                                                               | Petit       |                                                     |      |                                                                      |
| 19     | Boulevard Sérurier, passage des Mauxins                                                                           | Grand       | 48° 52′ 40″ N, 2° 24′ 20″ E                         |      |                                                                      |
| 20     | 66 rue d'Avron | Grand       | 48° 51′ 08″ N, 2° 24′ 15″ E                         |      |                                                                      |
| 20     | 6 rue Belgrand | Grand       | 48° 51′ 53″ N, 2° 23′ 58″ E                         |      |                                                                      |
| 20     | Place Édith-Piaf                                                                                                  | Grand       | 48° 51′ 54″ N, 2° 24′ 19″ E                         |      |                                                                      |
| 20     | Place Maurice-Chevalier                                                                                           | Grand       | 48° 52′ 06″ N, 2° 23′ 09″ E                         |      |                                                                      |
| 20     | 29 boulevard de Ménilmontant (côté cimetière du Père-Lachaise)                                                    | Grand       | 48° 51′ 37″ N, 2° 23′ 20″ E                         |      |                                                                      |
| 20     | Place Joseph-Epstein                                                                                              | Grand       | 48° 51′ 54″ N, 2° 23′ 28″ E                         |      |                                                                      |
| 20     | 2 place Octave-Chanute                                                                                            | Grand       | 48° 51′ 59″ N, 2° 24′ 23″ E                         |      |                                                                      |
| 20     | Rue Piat (face au square Alexandre-Luquet)                                                                        | Grand       | 48° 52′ 17″ N, 2° 23′ 11″ E                         |      |                                                                      |
| 20     | Square de Notre-Dame-de-la-Croix                                                                                  | Petit       | 48° 52′ 08″ N, 2° 23′ 17″ E                         |      |                                                                      |

### Fontaines disparues
Des fontaines Wallace régulièrement citées dans des documents d'origines diverses[Lesquels ?] sont inexistantes. Quelques-unes ont été démontées, certaines ont été confondues avec d'autres modèles de fontaines. Enfin, pour certaines fontaines Wallace, il y a confusion entre le grand modèle et le petit modèle.
- 3e arrondissement :
  - Place de la république (face au 19).

- 5e arrondissement :
  - Place Maubert (confusion avec un autre type de fontaine) ;
  - Rue Rollin, escalier donnant sur la rue Monge (confusion avec un autre type de fontaine).

- 8e arrondissement :
  - Avenue des Champs-Élysées, au niveau des Chevaux de Marly (côté sud) (fontaine disparue).

- 10e arrondissement :
  - 108, quai de Jemmapes  (petite fontaine « non Wallace »).

- 11e arrondissement :
  - 22, boulevard Richard-Lenoir (fontaine « petit modèle » disparue) ;
  - 42, boulevard Richard-Lenoir (fontaine « petit modèle » disparue) ;
  - 98, boulevard Richard-Lenoir (fontaine « petit modèle » disparue) ;
  - 109, boulevard Richard-Lenoir (fontaine « petit modèle » disparue).

- 12e arrondissement :
  - 24, avenue Ledru-Rollin - angle rue de Bercy  (petite fontaine « non Wallace »).

- 13e arrondissement :
  - 2, avenue d'Italie (fontaine disparue) ;
  - 82, avenue d'Italie (fontaine disparue).

- 17e arrondissement :
  - 1, avenue de Wagram (fontaine disparue) ;
  - 5, place de Lévis (fontaine « petit modèle » confondue avec la fontaine « grand modèle »).

- 18e arrondissement :
  - 20, rue Norvins (confusion avec un autre type de fontaine en applique toujours existante).

- 19e arrondissement :
  - 214, boulevard de la Villette (cette fontaine, la première installée à Paris, a été démontée en 1999 sans être remplacée).

### Autres

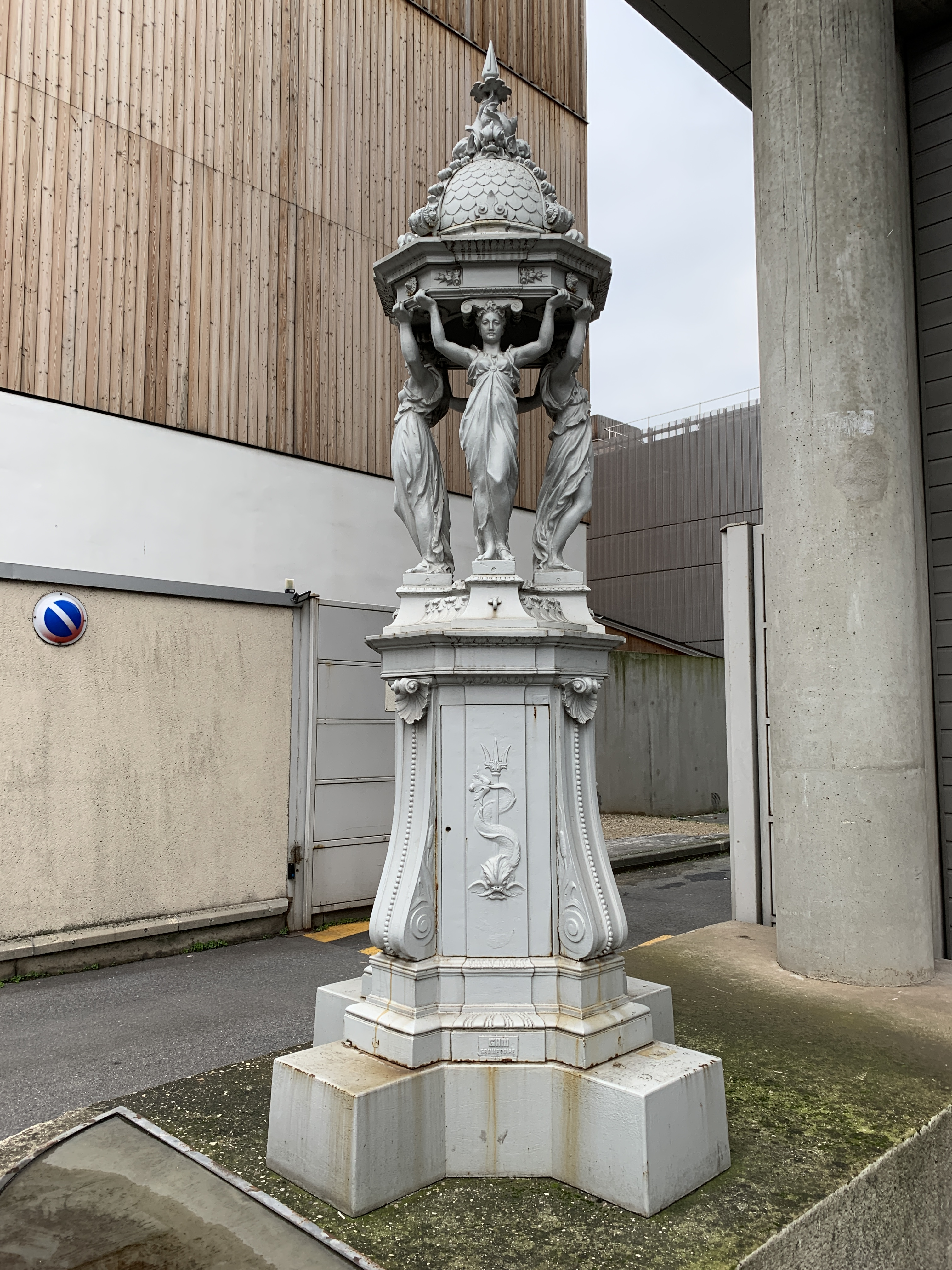
Fontaine au 156 avenue Paul-Vaillant-Couturier.

- Une fontaine Wallace fait partie de la décoration intérieure du centre culturel Lucernaire (sis 53, rue Notre-Dame-des-Champs, dans le 6e arrondissement).
- 156 avenue Paul-Vaillant-Couturier : une fontaine Wallace décorative, sans eau et peinte en blanc, est placée à l'entrée du centre de recherche et de contrôle des eaux de Paris.